# Parc national Biamanga
Le parc national Biamanga est un parc national situé en Nouvelle-Galles du Sud en Australie à 307 km au sud-ouest de Sydney. Le parc partage ses limites avec la réserve naturelle de Bermaguee.